# Narcissus pseudonarcissus
Jonquille, Narcisse jaune, Narcisse trompette, Jeannette jaune
Espèce
Le Narcisse jaune, Narcisse trompette ou Jonquille (Narcissus pseudonarcissus) est une espèce de plantes monocotylédones à bulbe du genre des Narcisses et de la famille des Amaryllidacées.
C’est le Narcisse le plus commun d'Europe. Il a dans le langage courant de très nombreux noms vernaculaires en usage plus ou moins localement.

## Dénominations
- Nom scientifique valide : Narcissus pseudonarcissus L.
- Noms vulgaires (vulgarisation scientifique) recommandés ou typiques en français : Narcisse jaune[1],[2], Narcisse trompette[1],[3],[2]. Au Canada : Jonquille[2].
- Autres noms vulgaires ou noms vernaculaires (langage courant) pouvant désigner éventuellement d'autres espèces : Jeannette jaune[1], Narcisse faux narcisse[1],[3],[2], Jonquille des bois[3] ou plus simplement Jonquille[1],[3], par confusion avec le Narcisse Jonquille (Narcissus jonquilla). On rencontre également de très nombreux autres noms vernaculaires en usage plus localement (voir plus bas).

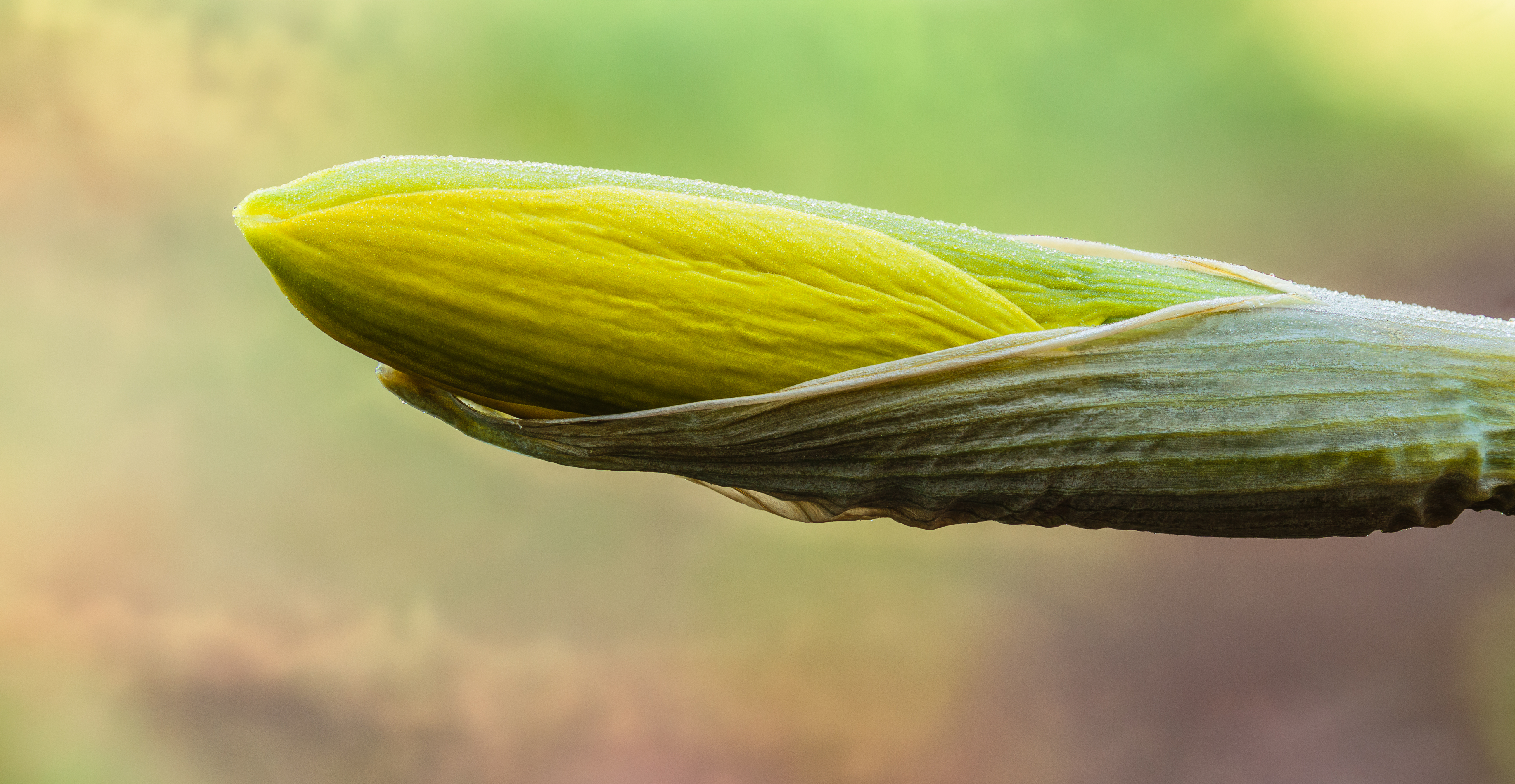
Bouton floral en développement.

### Étymologie
La désignation Narcisse jaune est bien sûr due à la couleur ordinaire de la fleur. Le terme de Trompette provient de la paracorolle évasée. Le terme narciz est attesté en moyen français en 1363 selon le glossaire latin médiéval de Du Cange.
On dit souvent que le mot narcisse est un hommage direct au Narcisse mythologique. Le nom latin narcissus, dérivé du nom grec narkissos de la plante souligne déjà la faculté à endormir de la fleur : le verbe grec narkaô signifie assoupir.

### Confusions possibles
Il ne faut pas le confondre avec Narcissus bicolor L., autrefois nommé Narcissus pseudonarcissus L. subsp. bicolor Baker. Ce narcisse est souvent plus grand et le contraste de couleur entre le tube central et les tépales est encore plus grand.

### Noms vernaculaires

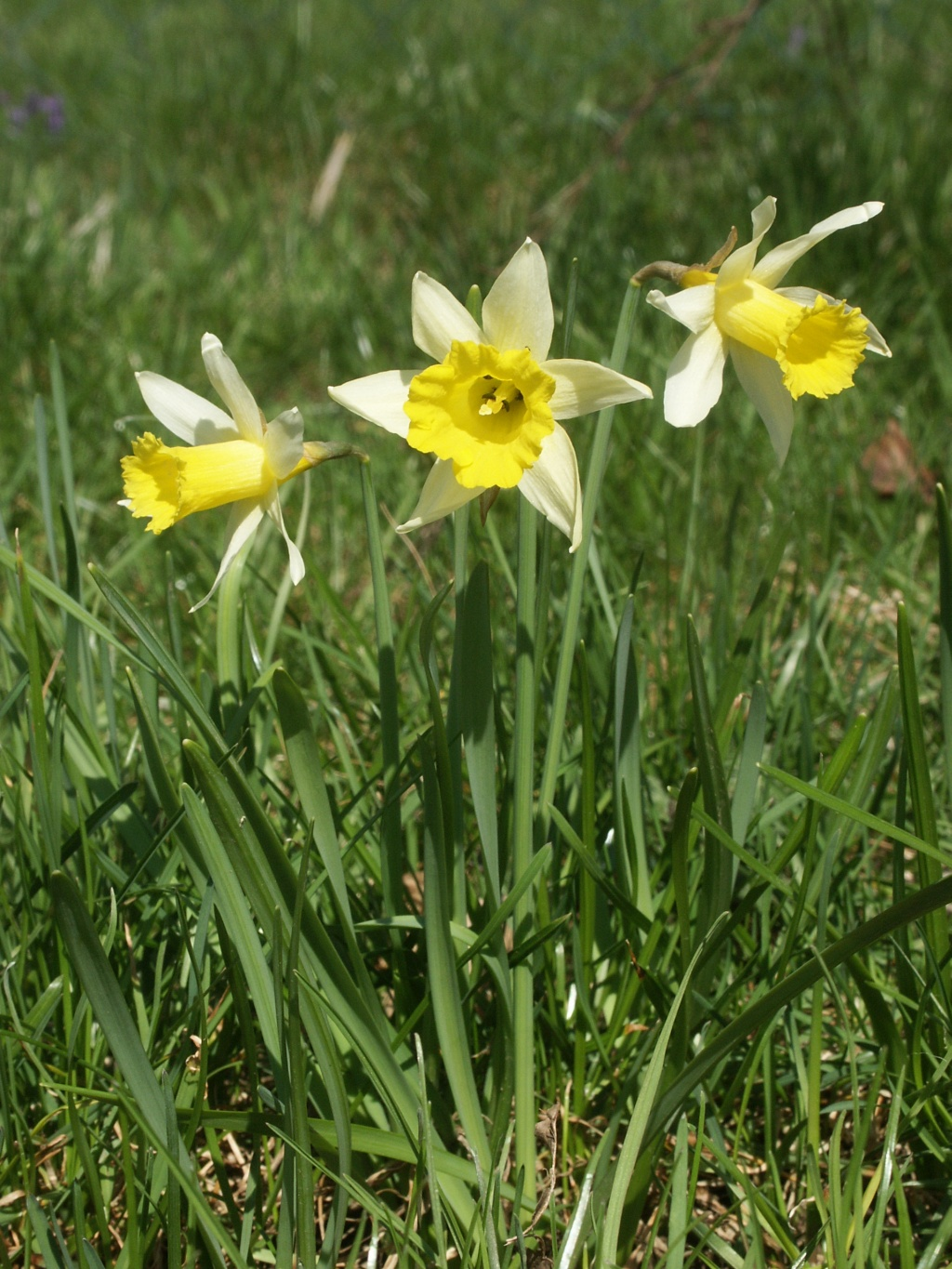
Touffe de narcisses jaunes.

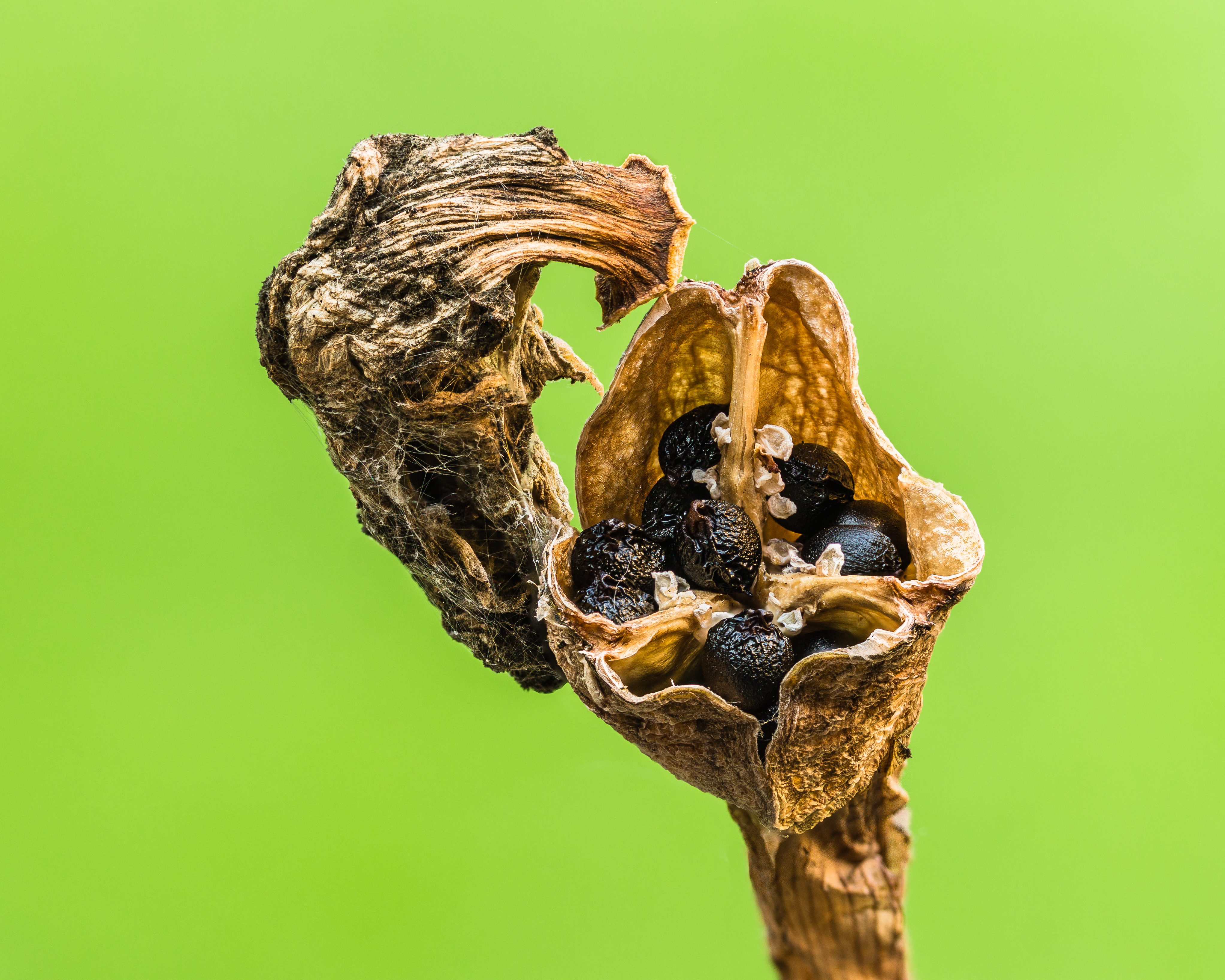
Taille à graines ouvertes d'une jonquille trompette remplie de graines fendues.

Le narcisse a de nombreux noms vernaculaires, notamment :
- « aillault » ou « ailault », en référence à l'ail ;
- « bonhomme » ;
- « chaudron », sans doute à cause du tube central évasé ;
- « claudinette », ancienne appellation familière des Vosges et Lorraine. Les botanistes Godfin et Petitmangin la décrivent encore sous ce nom en 1909 ;
- « clochette des bois », pour la même raison que celle du « chaudron » ;
- « coucou » ou « fleur de coucou ». Nom qui, selon les régions, désigne plutôt la primevère officinale dont on fait aussi des bouquets printaniers de fleurs jaunes ;
- « gauglé » ou « gôglé » (en dialecte vosgien de la Haute Meurthe, qui insiste sur la « plante à bulbe », cachée la plupart du temps, puisque le terme dérive probablement de gallica(la), (petite) noix ou bulbe en forme de noix) ;
- « blockeblueme » ou « glockeblüame » (fleur à clochette) en dialecte alsacien. Ce nom populaire alsacien tend à l'englober avec les campanules ;
- « jeannette jaune ». « Jeannette » est une vieille appellation vosgienne rappelant qu'il s'agit d'une plante fréquente en montagne, « Jeannette » désigne aussi simplement le narcisse des poètes ;
- « jonquille », J« onquille des bois » ou « Jonquille des prés ». La Jonquille est normalement Narcissus jonquilla. Cela dit, le mot jonquille est autant utilisé pour le narcisse jaune, peut-être même plus pour celui-ci. Le terme français Jonquille s'est imposé à partir du début du XXe siècle dans les Vosges touristiques. Il s'est ensuite imposé sous l'influence journalistique ;
- « marteau » (vieille appellation vosgienne d'après sa forme) : le lexique du patois bressaud rédigé en 1910 par le chanoine Hingre, emblématique des formes anciennes du dialecte vosgien, mentionne in maité (masculin singulier), soit « un marteau », à l'entrée française « narcisse des prés (amaryllidées) » ;
- « märzglocke » ou « märzaglogga », soit clochette de mars en dialecte alsacien pour rappeler le mois de sa floraison précoce dans les vallées. Sur la corniches des crêtes vosgiennes, le Narcisse n'apparaît parfois qu'en juin-juillet ;
- « narcisse » (appellation d'ancien français en Lorraine et Alsace) ;
- « narcisse des bois », « Narcisse des prés », « Narcisse sauvage ». Pourtant le Narcisse jaune n’a pas le monopole d’un terrain ;
- « narcisse faux narcisse » ou « Faux narcisse ». Cette désignation n’est pas meilleure que les autres ;
- « narcisse trompette » ,
- « oschdablum » (fleur de Pâques) en francique lorrain ;
- « porillon », etc.

## Description

### Racine et tige
Ce narcisse est une plante herbacée qui est vivace grâce à un bulbe ovoïde.
La tige est glabre. Elle est assez aplatie, deux angles sont visibles le long de la hampe. La plante fait généralement entre 20 et 40 cm de haut.
Les racines sont fasciculées.

### Les feuilles
Les feuilles sont plates et assez charnues. Leurs extrémités sont arrondies. Elles sont toutes linéaires, larges de 4 à 15 mm. Elles dépassent parfois la tige en longueur. Elles sont regroupées par 2, 3, 4 ou 5, toujours à la base de la plante. Elles sont de couleur bleu-vert.
La plante est assez polymorphe. Selon l’éclairage, le terrain, elle aura une touffe de feuilles plus ou moins dense, la fleur sera érigée plus ou moins haut.

### La fleur
La fleur jaune, qui ressemble à celle de la jonquille, est grande et mesure de 4 à 6 cm de diamètre ; elle entoure une couronne cylindrique crénelée de 2 cm de long.
Chaque fleur, de couleur jaune, est solitaire au sommet d'une tige nue. La fleur sort d'une spathe membraneuse régulière, penchée, à tube soudée à l'ovaire, formée de six divisions soudées à leur base. Il se trouve parfois des échantillons à fleurs doubles, à étamines transformées en pièces florales. Sa floraison commence et se termine généralement au mois d'avril mais elle peut commencer dès le mois de janvier et se finir au mois de mai. La durée de vie de cette fleur est de deux ou trois semaines.
Une fleur est composée de 3 pétales et 3 sépales pétaloïdes, soit 6 tépales. Ceux-ci sont surmontés d’une paracorolle qui prend la forme d’un tube central évasé. Cet entonnoir a le contour dentelé ou lobé.
Les 6 tépales sont soudés sur la moitié de leur longueur puis se déploient en étoile autour du tube central.
Chaque pièce du périanthe, c'est-à-dire les tépales et le tube, ont même longueur : entre 15 et 25 mm.
Les 6 tépales sont d’un jaune plus pâle que le tube central. La bractée à la base de chaque fleur est de surcroît d’un jaune encore plus pâle.
Enfin au cœur de la paracorolle, 6 courtes étamines attachées sont visibles. Le mince style et son stigmate sont assez réduits.
Les fleurs sentent plus ou moins. L’odeur à effet narcotique est entêtante, même si on ne s’en rend compte qu’après coup.

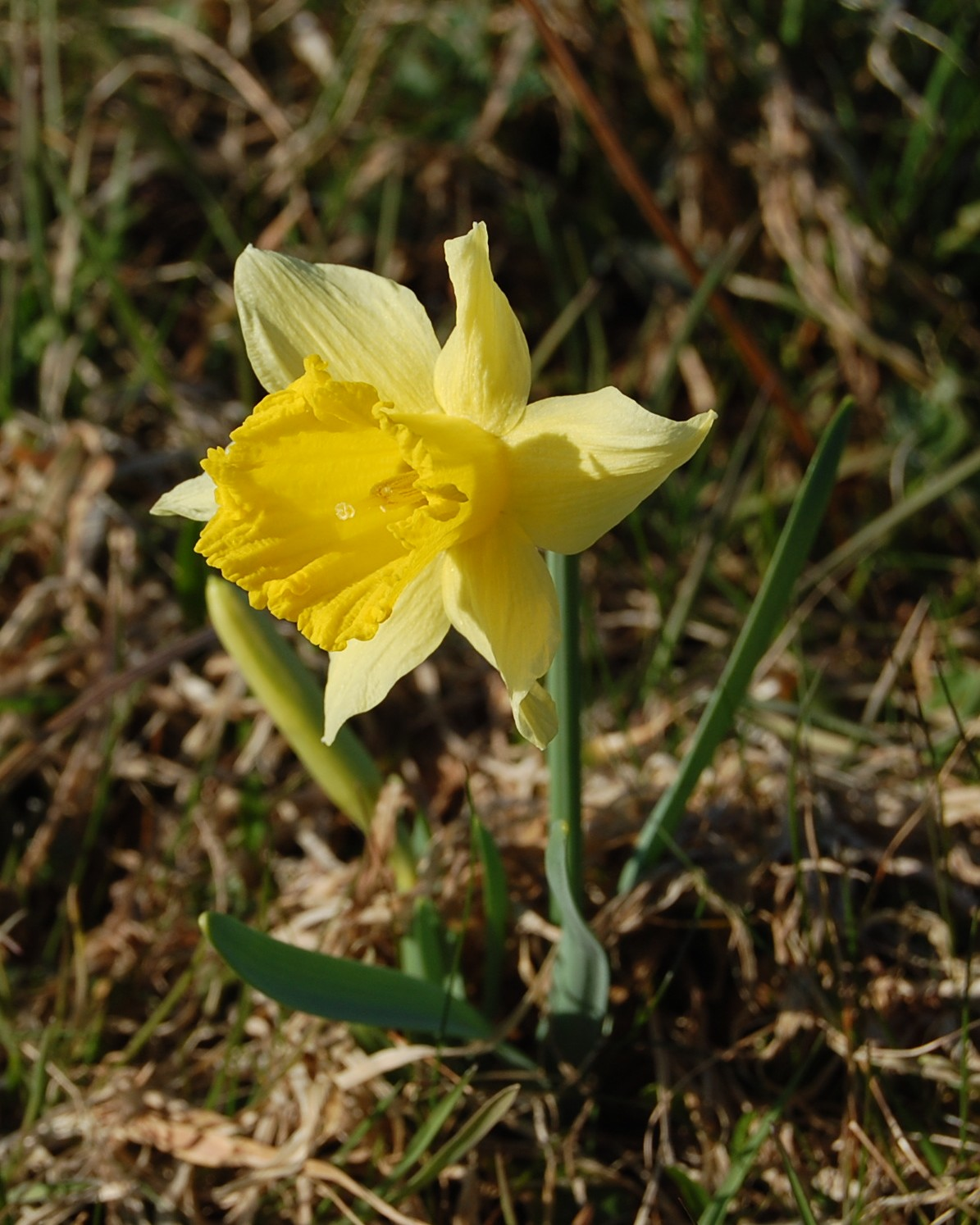
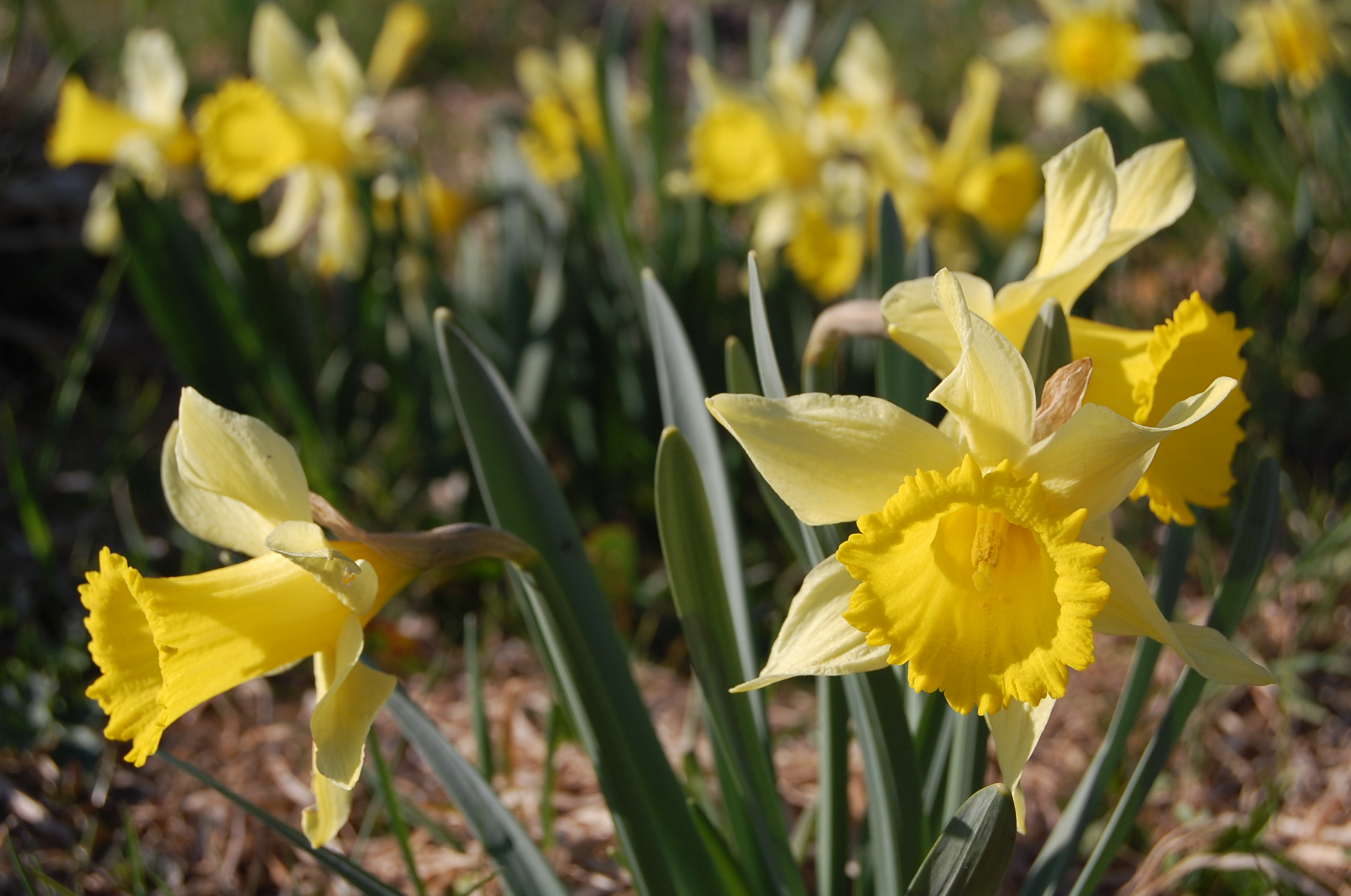
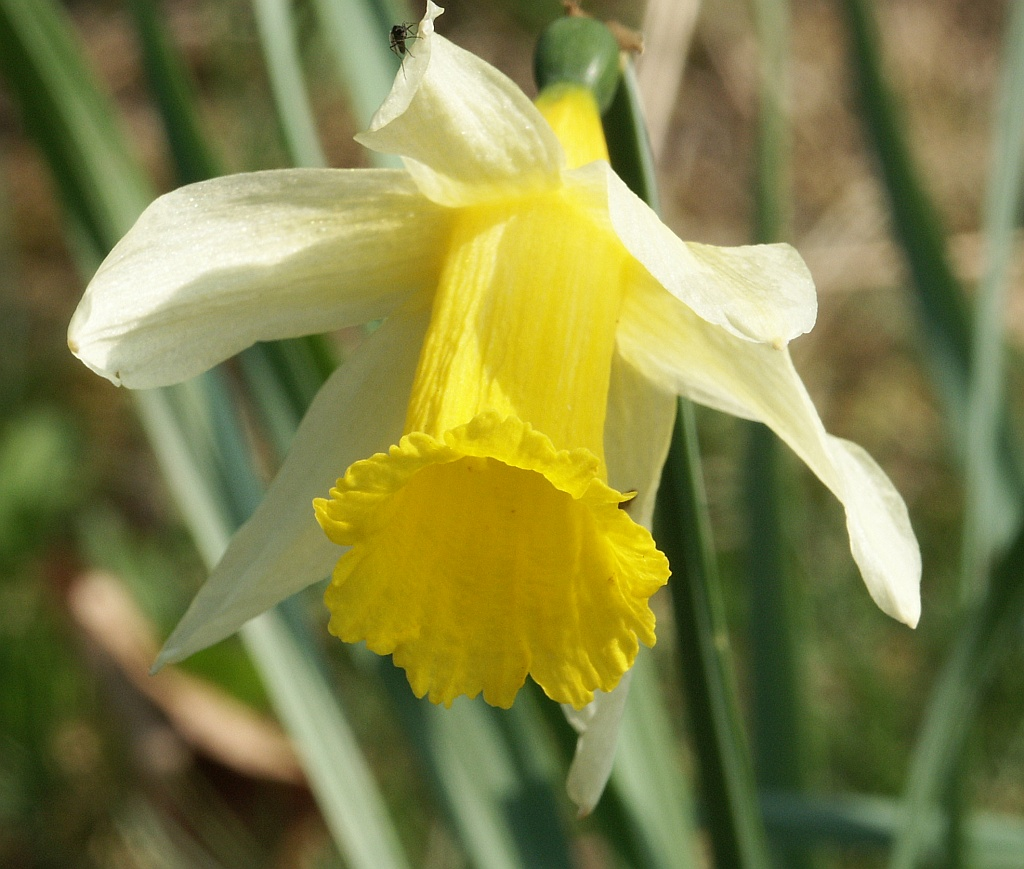
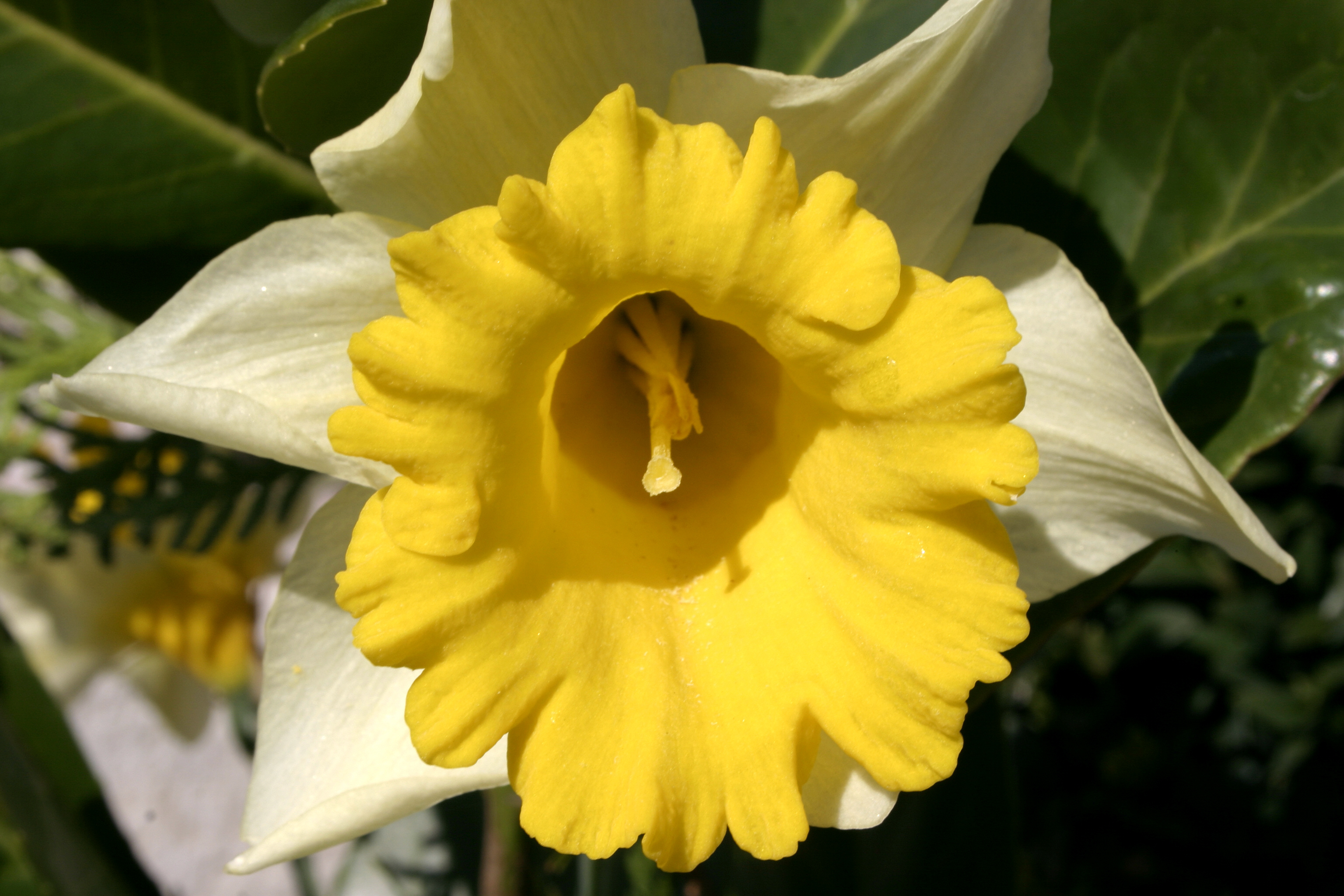
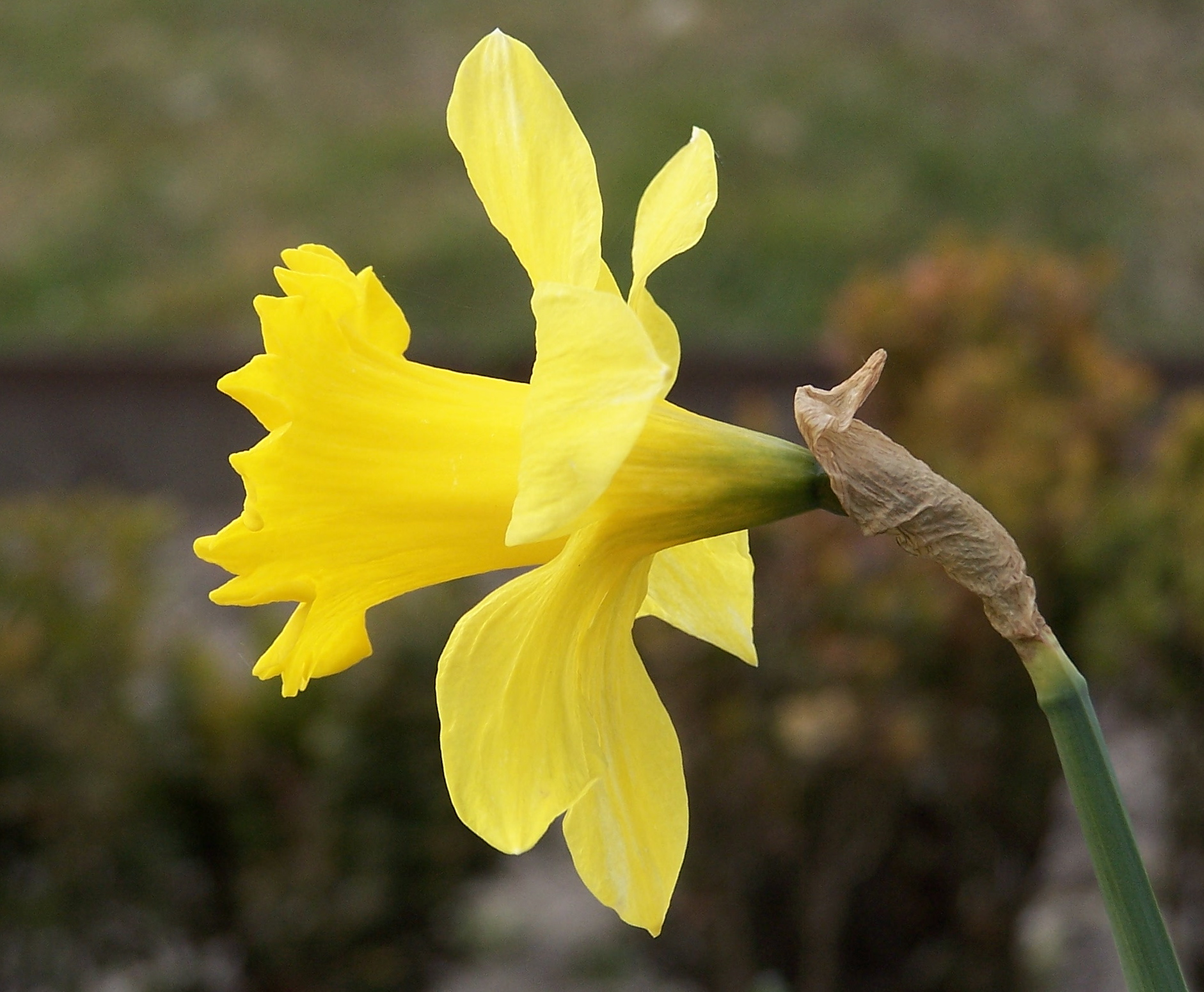
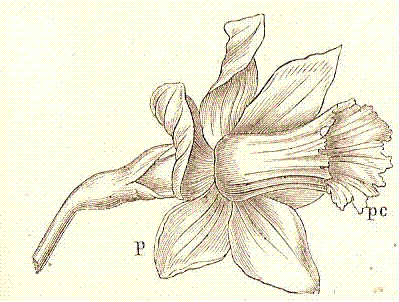

### Le fruit
L'ovaire à maturation donne un fruit capsulaire à trois loges contenant les graines. La capsule est un peu trigone et charnue. La dissémination est barochore : les graines tombent au pied de la plante.

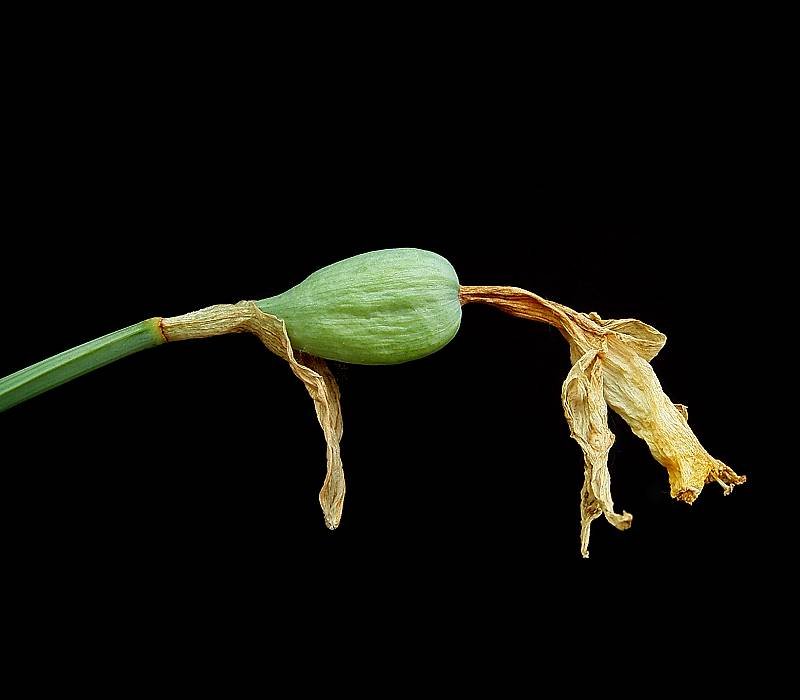
Un fruit du narcisse jaune (Narcissus pseudonarcissus)
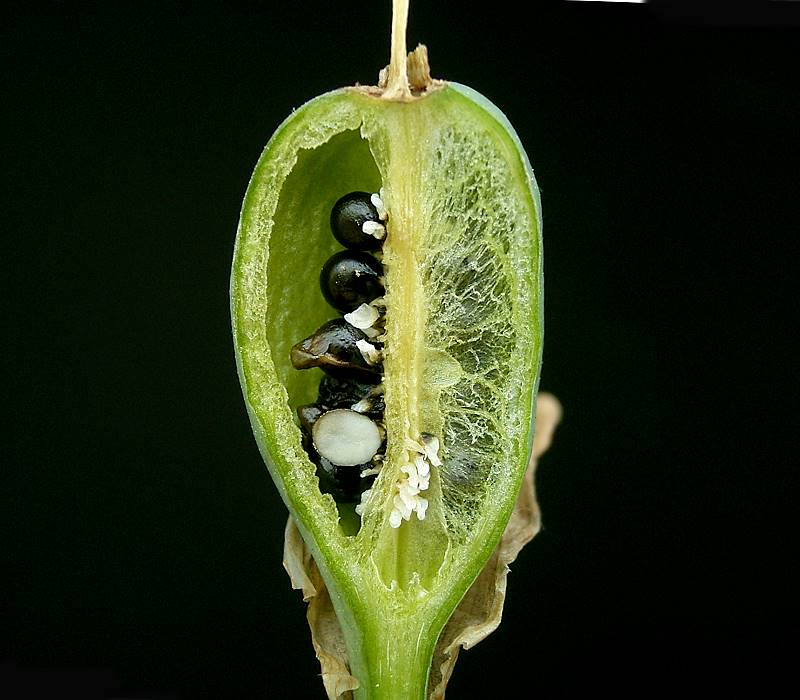
Coupe d'un fruit
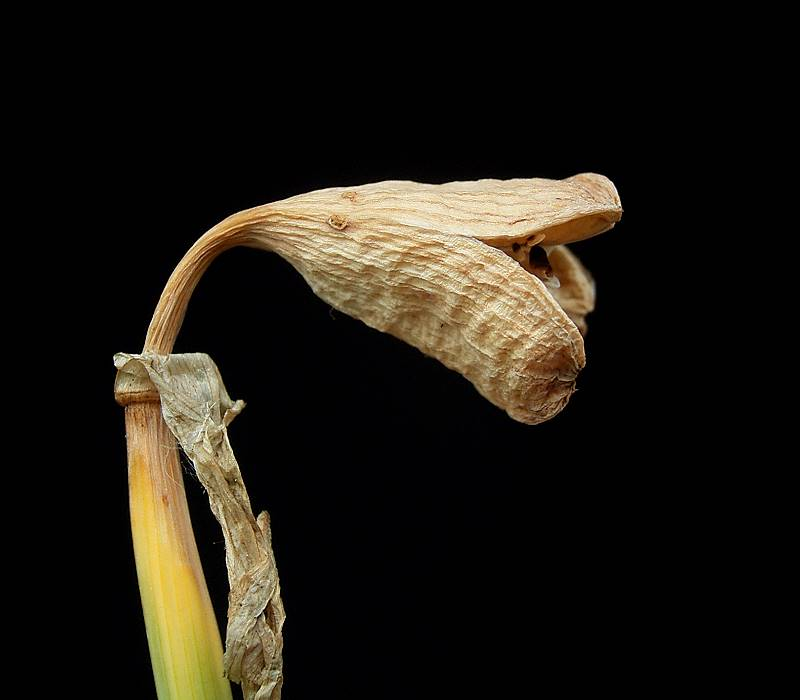
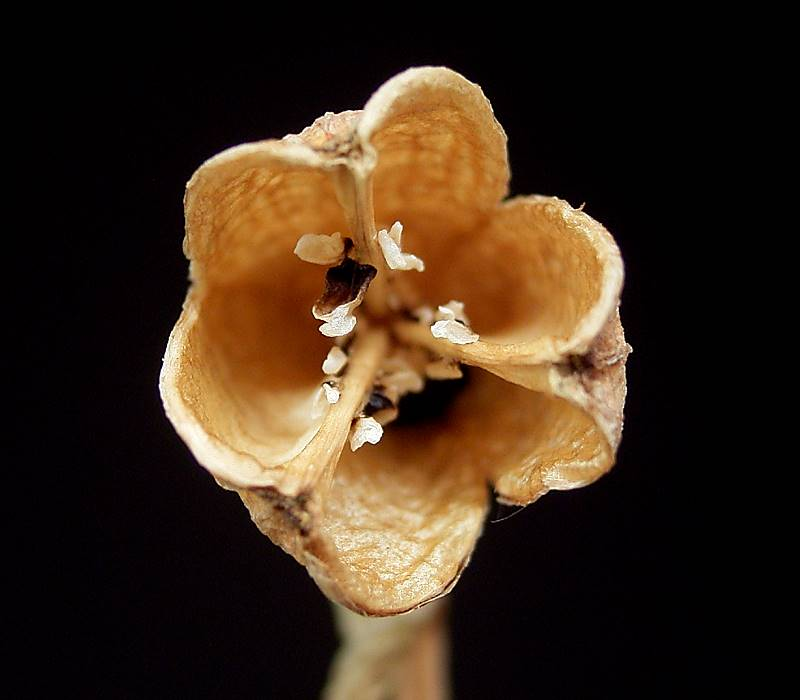
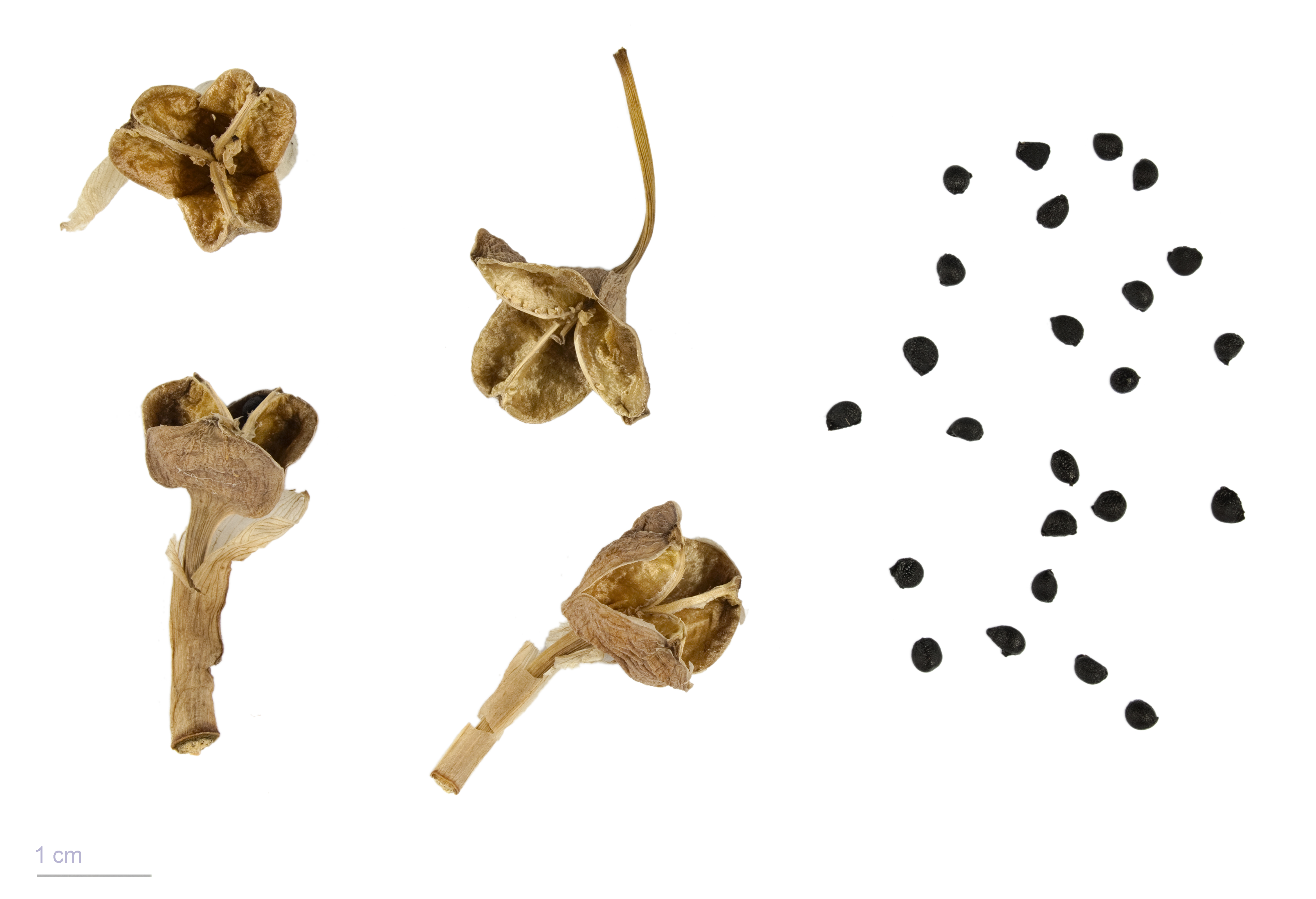
Narcissus pseudonarcissus (Muséum de Toulouse)

## Répartition et habitat

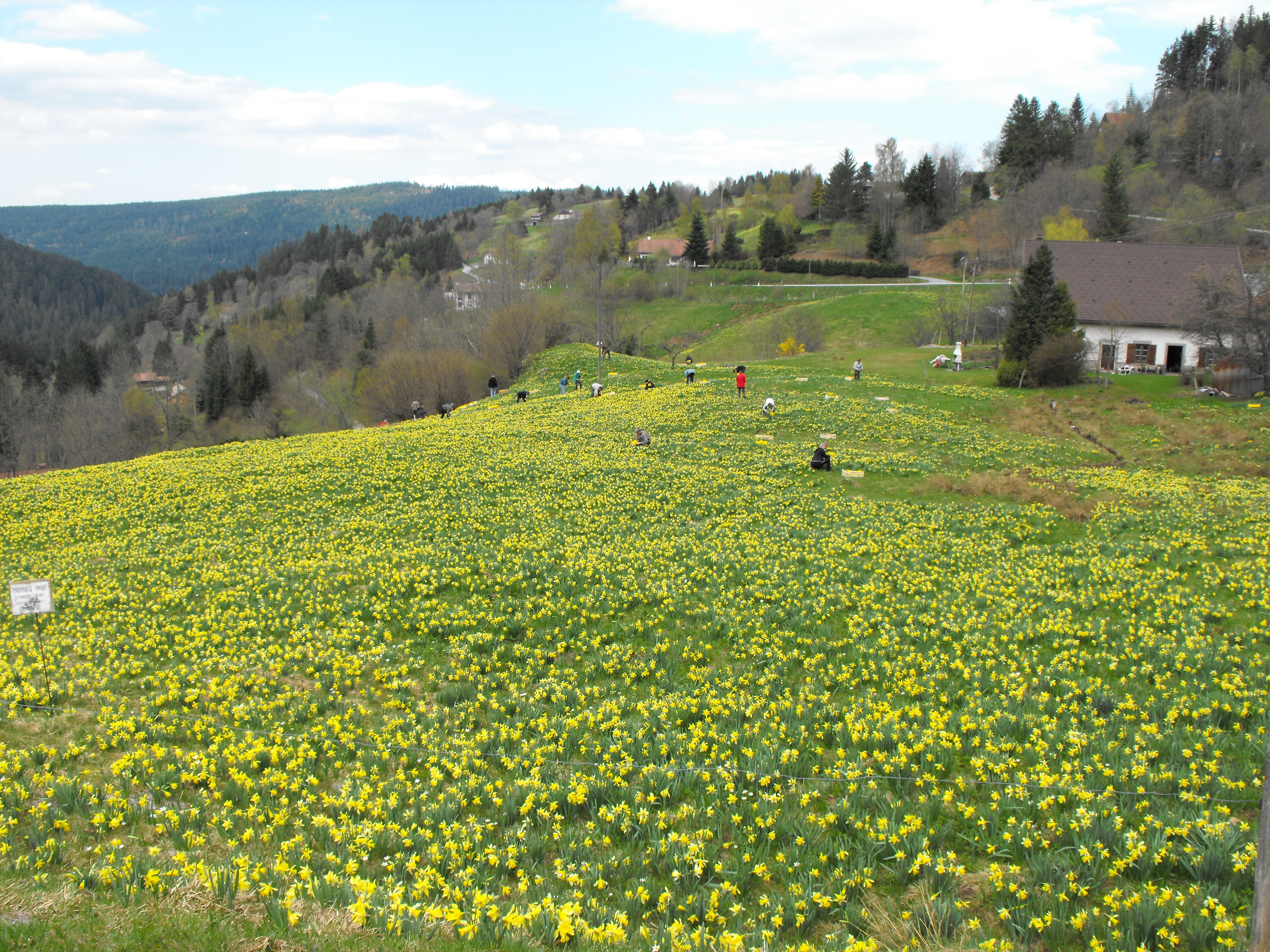
Pré envahi près de Gérardmer (Vosges).

Le narcisse jaune apparaît souvent en colonies printanières importantes, dans les prés et les forêts. Comme beaucoup de narcisses, il est fréquemment appelé  jonquille , nom vernaculaire partagé avec Narcissus jonquilla qui pousse en région méditerranéenne.
Sa répartition en Europe est très hétérogène : il peut être très commun par endroits et très rare en d'autres. On considère relativement commun ce narcisse dans presque toute la France jusqu’à 2 000 m d’altitude.
Les narcisses vosgiens, appelés localement jonquilles, sont très abondants des chaumes aux prairies grasses, en particulier sur le versant occidental. Certains secteurs alsaciens, telles les ruines du Hollandsbourg depuis le XVIe siècle, sont renommés pour l'exceptionnelle densité de narcisses jaunes. L'espèce en outre-Rhin est par comparaison quasiment absente.
On rencontre le narcisse jaune autant dans les prairies que les forêts, dans les taillis et les bords des chemins[réf. nécessaire].
Il est très cultivé dans les jardins, après introduction de bulbes sauvages. Il est alors adventice et peut rester assez longtemps si le terrain est assez humide. La floraison a lieu de mars à mai (elle dépend de la zone géographique et de l'écotype local)[réf. nécessaire].
En Suisse on le trouve dans les chênaies à Charme (Carpinion) dans la région genevoise et au Nord en dessous de 600 m.

## Classification
L'espèce Narcissus pseudonarcissus a été décrite en 1753 par le naturaliste suédois Carl von Linné.
La classification phylogénétique APG III (2009) la place dans la famille des Amaryllidaceae, alors que la classification classique de Cronquist (1981) la plaçait auparavant dans la famille des Liliaceae.

### Synonymes
L'espèce admet de très nombreux synonymes :
Selon The Plant List (28 février 2017) :
- Ajax breviflos Haw.
- Ajax cambricus Haw.
- Ajax fenestralis Gray
- Ajax gayi Hénon
- Ajax hexangularis (Haw.) Herb.
- Ajax lobularis Haw.
- Ajax montinus Jord.
- Ajax platylobus Jord.
- Ajax radians M.Roem.
- Ajax sabiniamus Herb.
- Ajax telamonius Haw.
- Ganymedes cernuus Haw.
- Narcissus ajax Sweet
- Narcissus breviflos (Haw.) Steud.
- Narcissus capax Salisb. ex Sweet
- Narcissus eystettensis auct.
- Narcissus festalis Salisb.
- Narcissus gayi (Hénon) Pugsley
- Narcissus horsfeldii Burb.
- Narcissus luteus Bubani
- Narcissus pisanus Pugsley
- Narcissus radians Lapeyr.
- Narcissus serratus Haw.
- Narcissus telamonius (Haw.) Link
- Oileus hexangularis Haw.

## Statuts de protection
Sa cueillette est réglementée dans le Doubs, le Jura, la Haute-Saône[réf. souhaitée], le Nord-Pas-de-Calais, l'Isère, la Creuse entre autres. Il est protégé en Mayenne, par exemple, et dans quelques régions d’Allemagne. Une sous-espèce, Narcissus pseudonarcissus nobilis, est protégée en Hongrie.[réf. souhaitée]

## Toxicité
Le narcisse contient des composés chimiques toxiques paralysants, parfois même urticants pour certaines personnes, ainsi que dans son bulbe des alcaloïdes isoquinoléiques, dont la galanthamine et la lycorine, et un autre alcaloïde puissant, la narcétine. Ainsi le bulbe est très toxique. Son ingestion entraîne nausée et vomissements, à l'instar de l'ingestion de quelques feuilles vertes ou le fait de sucer une tige. Dans de rares cas, l'ingestion du bulbe entraine de graves accidents nerveux tétaniformes qui mènent à l'état létal.
Les fleurs, feuilles et tiges sont toxiques. Mais c’est le bulbe qui est la partie la plus toxique de la plante. Les animaux comme les humains sont concernés. Toutefois, il faut signaler que l'ancienne culture paysanne des hauteurs vosgiennes, qui connaissait parfaitement ces caractéristiques, a préservé cette plante. Le narcisse abondant des prairies n'est pas brouté par le bétail. De plus, les feuilles disparaissent au moment de la fenaison et les bulbes restent enfouis sous les racines des graminées. Les narcisses ne causent aucune détérioration des prairies de fauche. Mieux, les bulbes jouent un rôle dans la stabilisation des sols de prairies aux abords des ruisseaux.
Le bulbe principalement, mais aussi toute la plante, est vénéneux. La sève contient des cristaux d'oxalate de calcium en forme d'aiguilles qui causent des inflammations douloureuses. La toxicité du bulbe ingéré se signale par des douleurs abdominales, des vomissements, des étourdissements ou des frissons. Le vomissement permet généralement le rejet des morceaux de bulbe ingéré, ce qui atténue le danger. Sinon les symptômes peuvent être plus graves.
Les personnes fragiles peuvent avoir des dermites au contact de tout organe de la plante.
Le parfum du narcisse jaune est plus ou moins discret mais il peut s'avérer entêtant et endormant pour certaines personnes. La présence d’un bouquet de narcisses jaunes dans une pièce close est ainsi parfois déconseillée. Cette propriété endormante n'a semble-t-il jamais été utilisée en médecine.

## Utilisation par l’homme
Les propriétés émétiques du bulbe ont été signalées par les grands médecins antiques, parmi lesquels Pline l'Ancien, Dioscoride (Mat. med., V, 158) et Galien. L'usage en faisait aussi un purgatif extrêmement violent.
Depuis les temps modernes, aucune utilisation interne n'est recommandée. Les fleurs possèdent des propriétés antispasmodiques. Elles étaient utilisées en thérapie comme calmants et sédatifs. On les emploie traditionnellement et à dosage strict dans certains occasions contre l'asthme et diverses affections nerveuses, également contre la coqueluche[réf. nécessaire].
Le narcisse jaune est principalement employé pour l'ornementation, la décoration. Cependant le centre suisse antipoison le déconseille dans les places de jeux et jardins accessibles aux enfants. Des variétés commerciales permettent de produire des bouquets au printemps. En intérieur, on utilise des fleurs coupées de plantes sauvages ou cultivées. En extérieur, on peut planter des bulbes de provenance sauvage[réf. nécessaire]. La réussite est alors conditionnelle.
On cultive plus généralement dans les jardins, des espèces dérivées ou des hybrides, plus grands, plus robustes et de couleurs plus variées. Ces variétés sont plus ou moins odorantes.
La Fête des Jonquilles est organisée en général à la mi-avril tous les deux ans par la ville de Gérardmer (Vosges). La manifestation depuis 1935 attire des milliers de personnes, elle consiste en un défilé de chars thématiques décorés avec des narcisses. Il existe également la fête des jonquilles à Saint-Étienne-de-Montluc (44) depuis 1960. À la Belle Époque ou dans l'entre-deux-guerres, de nombreux rassemblements dans les vallées de la Haute Meurthe célèbrent la fête des Gauglés. On retrouve dans les années trente la date du 18 avril pour les communes de Fraize et Plainfaing.

### Note
1. ↑  D'après François-Joseph Cazin, Traité pratique et raisonné des plantes médicinales indigènes, 1868, p. 677., ils accordaient la propriété émétique au bulbe de la narcisse poètique.